# جاي راسيل
جاي راسيل (بالإنجليزية: Jay Russell)‏ هو كاتب سيناريو ومنتج أفلام ومخرج أمريكي، ولد في 10 يناير 1960 في نورث ليتل روك في الولايات المتحدة.

## وصلات خارجية
- جاي راسيل على موقع IMDb (الإنجليزية)
- جاي راسيل على موقع ألو سيني (الفرنسية)
- جاي راسيل على موقع أول موفي (الإنجليزية)
- جاي راسيل على موقع بوكس أوفيس موجو (الإنجليزية)
- جاي راسيل على موقع قاعدة بيانات الأفلام السويدية (السويدية)
- جاي راسيل على موقع قاعدة بيانات الفيلم (الإنجليزية)
- جاي راسيل على موقع كينوبويسك (الروسية)